# Рушениці
Рушениці (пол. Ruszenice) — село в Польщі, у гміні Жарнув Опочинського повіту Лодзинського воєводства.
Населення — 111 осіб (2011).
У 1975-1998 роках село належало до Пйотрковського воєводства.

## Демографія
Демографічна структура станом на 31 березня 2011 року:
|          | Загалом | Допрацездатний вік | Працездатний вік | Постпрацездатний вік |
| -------- | ------- | ------------------ | ---------------- | -------------------- |
| Чоловіки | 56      | 7                  | 34               | 15                   |
| Жінки    | 55      | 8                  | 21               | 26                   |
| Разом    | 111     | 15                 | 55               | 41                   |